# Alberto Madero
Alberto Eduardo Madero Lanusse (* 14. November 1923 in Buenos Aires; † 1. November 2011 ebenda) war ein argentinischer Ruderer.

## Karriere
Alberto Madero nahm an den Olympischen Spielen 1948 in London teil. Mit Óscar Almirón, Julio Curatella und Óscar Zolezzi ging er in der Vierer ohne Steuermann-Regatta an den Start. Das Boot schied im Hoffnungslauf aus. Óscar Almirón und Alberto Madero starteten in den Folgejahren im Zweier ohne Steuermann. Bei den Panamerikanischen Spielen 1951 in Buenos Aires gewann das Duo die Goldmedaille. Bei den Olympischen Spielen 1952 in Helsinki schieden sie in der Zweier ohne Steuermann-Regatta im Halbfinal-Hoffnungslauf aus.